# Cladotoma ovalis
Cladotoma ovalis là một loài bọ cánh cứng trong họ Ptilodactylidae. Loài này được Westwood miêu tả khoa học năm 1837.